# Admiror
Admiror är ett mansnamn av albanskan admiroj ’beundra’.
Ingen har Admiror som tilltalsnamn i Sverige (enligt en sökning år 2018).